# Aven d'Orgnac
Pour les articles homonymes, voir Orgnac et Aven (homonymie).
L'aven d'Orgnac est une grotte située au sud du plateau calcaire des gorges de l'Ardèche, sur les communes d'Orgnac-l'Aven dans le département de l'Ardèche, en région Auvergne-Rhône-Alpes.
Remarquable pour les très grands volumes de ses salles et ses concrétions variées, elle est aménagée pour le tourisme et classée grand site de France.
Le site archéologique d'Orgnac III, occupé dès l'Acheuléen final, est un des plus anciens sites archéologiques connus à avoir livré de l'industrie lithique à débitage Levallois.

## Situation
L'aven d'Orgnac est creusé dans le massif du bois de Ronze ; il se trouve à 2,3 km au nord-ouest de la petite ville d'Orgnac-l'Aven (Ardèche), du côté nord de la route D176 menant à Barjac (Gard) et sur le tracé du GR 4B. À vol d'oiseau, le point le plus proche de la rivière Ardèche est à 4,8 km au nord-est, celui de la rivière Cèze est à 5,2 km plein sud. Le Rhône est à 19 km à l'est.

## Historique

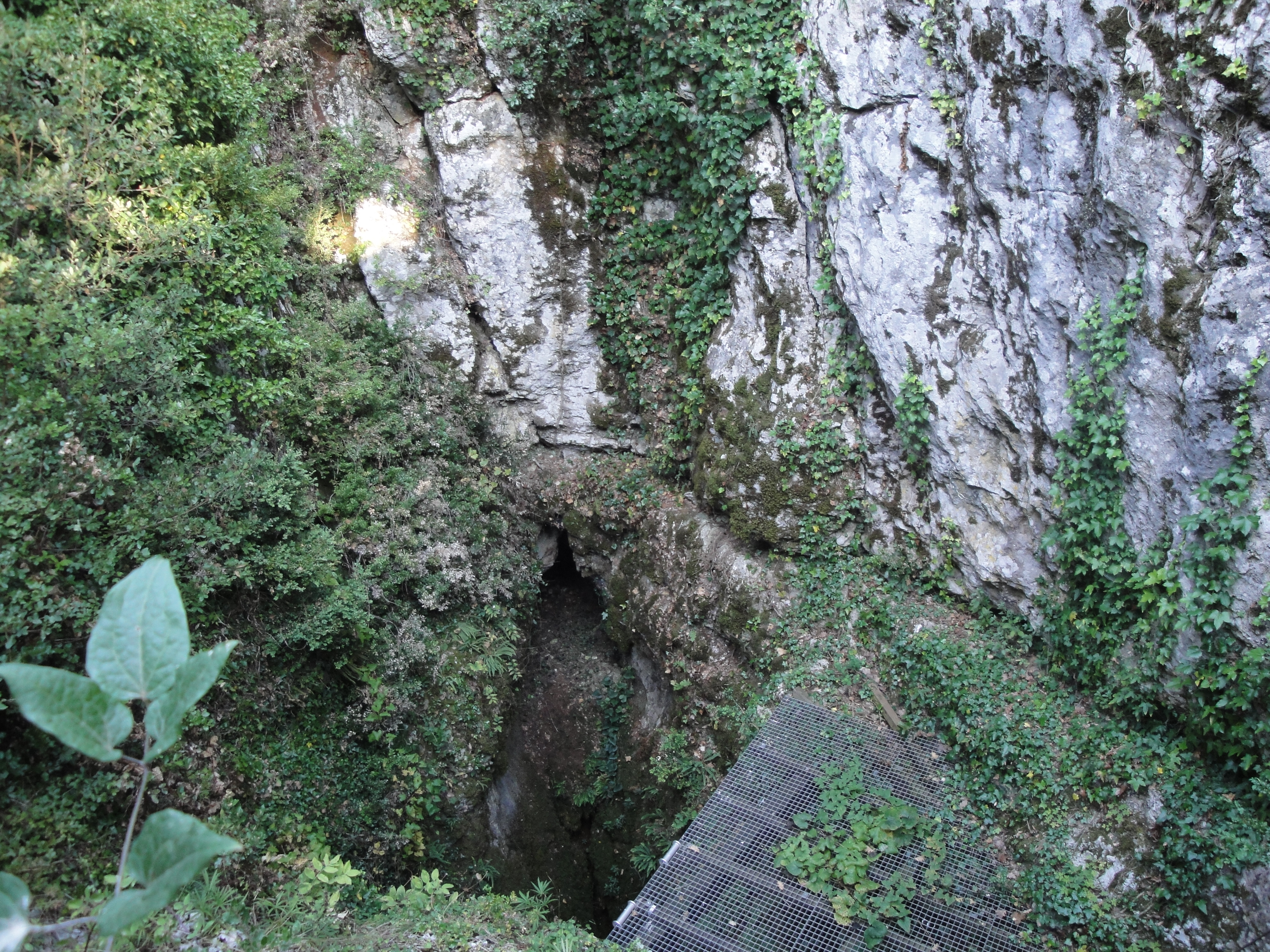
Entrée naturelle de l'aven.

### La découverte et son contexte
Les statuts du Spéléo-club de France, créé en 1929 par Robert de Joly, incluent « la recherche d’abîmes à exploiter touristiquement ». Joly, qui parcourt dans ce but les terrains karstiques français, recherche « un nouvel aven Armand » — ce dernier voyant un grand succès depuis son ouverture au public en 1927. Il retourne dans la zone des gorges de l'Ardèche en 1935. Les villageois d'Orgnac, chasseurs et bergers locaux, connaissent l’existence près de leur village d'un gouffre, qu'ils appellent « l'aven du Bertras ». Le 19 août 1935, conduits à l'aven du Bertras par les villageois, cinq spéléologues y descendent : Joly, Latour, l'abbé Glory, Petit et Chagnard. Ils l'explorent jusqu'au fond des salles Rouges. Cette première expédition dure 10 heures.[réf. nécessaire]

### Développement touristique
L'aspect touristique, avec la préoccupation de l'aménagement au premier plan, est mis en avant dès la première exploration officielle, ce qui est remarquablement rapide dans ce domaine. Cela est dû à trois données principales : la personnalité dynamique voire dominante de Joly, mise au service de son enthousiasme pour la grotte, la beauté de cette grotte, et le fait qu'une fois aménagée elle est à l'époque la seule grotte visitable du Bas-Vivarais. La grotte aménagée la plus proche est la grotte des Demoiselles dans l'Hérault, à plus de 90 km au sud-ouest d'Orgnac, et l'aven Armand est à 130 km à l'ouest.

Dès le retour à la surface, Joly fait signer à trois conseillers municipaux un procès-verbal attestant l'authenticité de l'exploration de l'aven « où à notre connaissance ils sont les premiers à être descendus ». Puis, il informe de la découverte la municipalité d'Orgnac, propriétaire de la cavité puisque celle-ci se développe sous des terrains communaux. Il a en tête l'aménagement touristique, et le soir même de la réunion, il écrit au maire Paul Delarque une lettre insistant sur les qualités de la grotte, avec capitales et guillemets emphatiques : 

« « Une découverte comme « BERTAS » est UNIQUE dans une vie d’explorateur souterrain », et comparaisons flatteuses : « M. É.-A. MARTEL […] a eu dans sa vie l’aven « ARMAND », PADIRAC étant peu de chose à côté. M. A. Viré […] a eu St. SOL LACAVE. Sans craindre de me tromper, "BERTAS" est mieux encore, parce que plus varié... » »

Très rapidement après la découverte, il prend un bail sur le terrain concerné — ce qui démontre sa foi en l'avenir touristique de la grotte.
Le maire est réceptif à l'enthousiasme de Joly. Le conseil municipal réuni le 9 février 1936 vote un crédit de 1 200 francs pour les travaux d'aménagement de l'aven, décide de construire une route d'accès et de creuser un tunnel. La séance du conseil municipal du 1er novembre 1936 note que « M. le Maire et quelques conseillers ont tenu à aller visiter l’aven Armand et ont pu se rendre compte que l’aven d’Orgnac présentait un intérêt touristique plus considérable ». À cette époque l'aven Armand a déjà 27 000 visiteurs par an.
Deux ans se passent en études, quêtes de subventions auprès du haut-commissariat au tourisme, obtention d'un prêt. La commune déclare en février 1937 qu'elle exploitera l'aven elle-même. Les travaux commencent à l'automne 1938 avec le tunnel d'accès, le cheminement intérieur et l'éclairage électrique. De Joly est nommé directeur d'exploitation de l'aven le 17 décembre 1938.
Le 11 juillet 1939, c'est l'inauguration en présence du ministre de l'Agriculture et de plusieurs parlementaires. L'aven accueille 14 379 visiteurs en août, 7 243 tout cet été là. Le rythme baisse notablement pendant la Seconde Guerre mondiale mais reprend dès la fin des hostilités. De Joly se démène pour faire parler de la grotte, qui est citée dans nombre de journaux, mise en poèmes, en chansons et en « récits à l'eau de rose ». Vers la fin des années quarante, il parle même d'un hôtel-restaurant « au sommet de la colline, près de l’aven ». Des bruits tournant autour d'un lotissement potentiel à proximité. De Joly parle des futurs aménagements des parties basses et des salles latérales. En réalité, seul un bâtiment d’accueil est inauguré en 1948, puis un ascenseur installé en 1965 depuis la salle Joly. Le seuil de 100 000 visiteurs annuels est atteint en 1966.
Les années1960 voient aussi le franchissement de la chatière au fond de la salle Nord, Orgnac II, III et IV sont découverts en 1965 et 1966 : le réseau est multiplié par cinq.

### Désaccords, interdits et 20 ans de recherche sacrifiés
Malgré et à cause de cette découverte, le climat des années 1965-1975 (et plus longtemps) évolue entre la mairie et les découvreurs ; et ces derniers trouvent des appuis dans la commune d'Issirac voisine, qui possède des terrains couvrant les réseaux nouvellement découverts. La mairie d'Orgnac souhaiterait faire stopper les explorations. Et la logique du développement touristique voudrait que soit ouvert un second accès, vers les nouvelles salles — accès qui pourrait être indépendant de celui d'Orgnac. Fait unique dans l'histoire des explorations spéléologiques, les autorités sont mobilisées avec une visite des nouveaux réseaux organisée le 3 août 1965, surlendemain de la découverte, pour une quarantaine de personnes dont le sous-préfet, le conseil municipal et la presse ; et une autre visite des mêmes réseaux le 12 septembre 1975 pour le secrétaire d'État au tourisme et le préfet de l’Ardèche.
Les projets d'aménagement indépendant par Issirac sont finalement abandonnés en 1976 et une convention dans ce sens est signée en 1978 : Issirac renonce à toute entreprise unilatérale et percevra un pourcentage compensatoire sur les recettes de l’aven d’Orgnac, moins les recettes de l’aven-grotte de la Forestière. Cette activité autour de l'aven n'a pas nui à sa fréquentation touristique, au contraire : en 1971, Jean Trébuchon écrit que celle-ci s'est accrue après les découvertes des années 1965-1966.
La signature de cet accord ne met pas pour autant fin au veto de visite par la municipalité d'Orgnac. Elle peut l'imposer, et elle le fait. La recherche stoppe vers la fin des années 1960. Il faut préciser que de Joly meurt en 1968 ; or quand en 1966 Jean-Claude Duplessy veut obtenir une concrétion pour l'étudier, ce n'est pas à la municipalité qu'il s'adresse, mais à Joly qui pense que l'investigation scientifique augmentera le renom de l'aven. Ce recours cesse avec la mort de ce dernier. Ensuite, le seul autorisé à étudier la grotte est Philippe Renault qui, mandaté par la mairie cherchant à contrecarrer les projets d'Issirac sur Orgnac IV, y conduit une expertise les 13 et 14 juin 1972. D'où la thèse de Yann Callot (1979) ne contient que trois pages sur Orgnac : il y avoue ses lacunes sur la grotte, expliquant que l'entrée des salles hors la partie touristique qui « n’est pas significative du reste du réseau », lui a été interdite. Même chose pour Éric Gilli, qui n'obtient pas l'accès à la salle Plane ni à la salle des Treize. Pierre Slama, qui veut chercher des Diaprysius dans Orgnac II, doit argumenter pendant un an et demi avec la municipalité d'Orgnac et avec René Ginet, professeur de biospéléologie à Lyon, avant de pouvoir y pénétrer en 1982.
Cette attitude cesse avec la préparation pour l'opération Grand site de France vers le milieu des années 1990.

### Les dates principales
- 19 août 1935 : découverte de l'aven par Robert de Joly.
- 1938 : travaux d'aménagement (tunnel de 120 m de long jusqu'à la première salle, traçage du cheminement intérieur, électricité).
- 11 juillet 1939 : ouverture au public[VB 7]. Le parcours touristique couvre uniquement la salle Joly[CG2 1].
- 14 avril 1940 : la commune change de nom par décret et devient Orgnac-l'Aven[VB 8]
- 1946 : classement au titre des « monuments naturels et sites »[VB 6],[VB 8].
- 1948 : un bâtiment de réception est construit[VB 8].
- 1955 : le parcours touristique s'agrandit pour inclure les salles Rouges[CG2 1] ; soit une visite touristique de près d'un kilomètre.
- 1965 : installation de l'ascenseur 1 qui descend depuis le hall d'accueil jusqu'à un tunnel horizontal menant à la salle Joly[VB 8],[CG2 1].
- 1965-1966 : découverte par le CSGA (équipe Trébuchon) de près de 4 km de nouveaux réseaux : Orgnac II, III et IV[VB 8] ; le développement de l'aven est multiplié par 5[CG1 2].
- 1974 : extension du périmètre de classement pour inclure les nouvelles galeries, le terrain à la surface et le site archéologique d'Orgnac III[VB 8],[VB 9].
- 1975 : forage de reconnaissance entre la surface et la salle des Treize[VB 8].
- 1993 : forage de ventilation depuis la deuxième salle Rouge jusqu'à la surface
- 1988 : création du Musée régional de Préhistoire[VB 10].
- 12 juillet 1999 : Orgnac IV est classé en « protection intégrale » (aucune visite)[CM 1] bien que ce statut ne repose sur aucune définition du droit français[VB 11].
- 2003 : installation d'un deuxième ascenseur depuis l'entrée des salles Rouges jusqu'à la surface[CG2 1].
- 2004 : le site est labellisé Grand site de France[VB 10].
- 2005-2006 : le périmètre de classement est encore agrandi[VB 10].
- 2010 : le label Grand site de France est renouvelé pour la deuxième fois.
- 2011 : le Musée régional de Préhistoire (« ancienne version ») ferme ses portes[2].
- 2014 : la Cité de la Préhistoire (musée « nouvelle version ») ouvre[2].
- 2016 : le label Grand site de France est renouvelé pour la troisième fois consécutive.

## Géologie
La grotte se situe dans le plateau de Saint-Remèze/Orgnac, large structure anticlinale faillée.
Elle a deux caractéristiques géomorphologiques majeures : 
Deux niveaux ont été reconnus : le premier, à 400 m d'altitude, formé avant la crise de salinité du Messinien soit avant 5,96 millions d'années ; le second, à 260 m d'altitude, lié à la fin de l'aggradation (exhaussement par accumulation de sédiments) continentale du Pliocène. 
De plus, elle porte la trace de la montée des eaux durant le Pliocène : lors de la transgression marine de cette période, se sont formées des « banquettes-limites » de remplissage, présentes de façon à peu près continue entre 180 et 270 m d'altitude, soit sur presque 100 m de dénivelé.

### Première phase: formation de la roche
L'aven se trouve dans des couches de calcaire corallien urgonien, un faciès géologique s'étendant à peu près sur le Barrémien et l'Aptien de −130 à −112 millions d'années approximativement, pendant l'époque du Crétacé inférieur. Le climat est alors tropical et la zone est recouverte d'une mer peu profonde. Ces calcaires sont par la suite recouverts de matériaux plus tendres déposés lors du Crétacé supérieur (à partir d'environ -100 millions d'années). 
Pendant l'Aquitanien (première subdivision de l'époque du Miocène, vers -20 à -23 millions d'années), tout le Bas-Vivarais voit se former une large surface d'aplanissement à 400 m d'altitude. C'est environ vers cette époque que se déroule la phase de karstification visible la plus ancienne. Des avens fossiles se forment sur les points hauts (>340 m d'altitude) de Saint-Remèze et d'Orgnac (Bernard Gèze est le premier à noter que l'aven se trouve juste sous la ligne de crête).
Selon Delannoy et al. (2007), les roches affleurantes sont travaillées par dissolution et/ou altération mais la faible pente ne permet pas aux cours d'eau de former de larges incisions dans les plateaux.
Jolivet et Martin (2008) proposent une évolution différente, qui semble mieux étayée au vu des travaux récents. Ils reprennent la thèse de D. Besson (2005) et affirment que la crise de salinité messinienne (voir ci-dessous) est effectivement responsable du creusement de la vallée du Rhône en canyon (à −236 m NGF au nord de la confluence avec la Cèze), mais que l'érosion régressive du Messinien s'est clairement limitée à la vallée rhodanienne ; d'où il s'ensuit que le canyon de la Cèze a été creusé avant le Messinien, d'après eux très probablement comme le propose Besson pendant le Burdigalien supérieur (deuxième subdivision du Miocène, −20,44 à –15,97 millions d'années). À la suite de quoi la vallée de la Cèze a subi deux phases de déblaiement de sédiments : une durant le Tortonien ("infra-tortonienne") et l'autre durant le Messinien ; chacune de ces deux phases de déblaiement étant précédée d'une phase de comblement. 
Une autre phase de karstification se déroule au Miocène supérieur, peut-être pendant le Tortonien. Des avens s'ouvrent à la surface du plateau, en dessous de 310 m d'altitude. Les galeries karstiques se creusent en paliers entre 240 et 310 m d'altitude.

### Deuxième phase: crise de salinité messinienne
Vient ensuite une deuxième phase lors du Messinien (à la fin du Miocène), pendant lequel le niveau des mers baisse drastiquement ; c'est la crise de salinité messinienne, de 5,96 à 5,33 millions d'années. Les dénivellations augmentant, les rivières creusent de profondes vallées. Sur une période d'environ 650 000 ans, le réseau hydrographique baisse de 900 m ; la Cèze est alors à 600 m d'altitude au niveau de l'actuel Bagnols-sur-Cèze. Elle creuse son lit jusqu'aux calcaires urgoniens, ce qui ouvre une « fenêtre hydrogéologique » et permet de vidanger l'aquifère de l'Urgonien. Il existe donc alors au sein des calcaires environnants un écoulement, qui génère une karstification de la roche ; et le dénivelé (donc le gradient hydraulique) important favorise une karstification verticale. Delannoy et al. (2012) posent l'hypothèse que le massif calcaire entre l'Ardèche et la Cèze a été affecté par ce mécanisme ; que les points d'entrée de l'eau dans le karst se trouvent vers 400 m, au sommet de l'anticlinal de Ronze ; et que le ou les points de sortie se trouvent dans le talweg messinien de la Cèze à −600 m, d'où un gradient d'environ 1 000 m de dénivelé sur 25 km ; ce qui selon eux est favorable à la formation d'un karst très développé, vertical, vadose et à transit hydrologique rapide,.

### Troisième phase: transgression du Pliocène
La troisième phase est la transgression marine du Pliocène, avec une remontée du niveau marin (« remontée eustatique ») ; le Rhône et ses affluents principaux sont transformés en abers, ce qui accroît la sédimentation marine et continentale et amène la fermeture de la fenêtre hydrogéologique du karst. Les galeries et drains de profondeur du même karst sont ennoyés et à terme la plupart d'entre eux sont également bouchés par les sédiments. Le drainage du karst se recale sur une nouvelle hauteur : à 130 m, un niveau qui s'élève progressivement au fur et à mesure du comblement des abers pour atteindre localement 260 m (200 m) dans la vallée du Rhône). Dans les réseaux d'Orgnac, l'ennoiement des galeries se traduit par un important remplissage argileux et des formes pariétales caractéristiques de ce que Philippe Renault appelle « paragénétisme », c'est-à-dire un creusement par le haut, par infiltration. De fait, l'aven ne montre pas de traces de creusement par une rivière.
Cette troisième phase dure environ 3,3 millions d'années, se terminant voici 2 millions d'années. Elle aura pris cinq fois plus de temps qu'il n'en a fallu pour que l'Ardèche et la Cèze creusent leurs gorges et que soit créé le système karstique profond du Messinien.
Lors de cette transgression du Pliocène, les sédiments argileux se sont déposés en même temps que l'eau érodait les parties supérieures des galeries de la cavité. Des dépôts de roche érodée se sont formés sur les côtés, en surface de l'argile, formant des « banquettes-limites » présentes de façon à peu près continue entre 180 et 270 m d'altitude soit presque 100 m de dénivelé. Ces banquettes-limites de remplissages sont soit des micro-banquettes dans les réseaux mineurs profonds (comme le réseau de la Boue et d'autres), soit de très grosses banquettes comme dans les salles Rouges.

### Quatrième phase: développement de réseaux karstiques sub-horizontaux
À la fin du Pliocène et au Quaternaire, la surrection alpine et l’abaissement du niveau marin induisent une autre baisse du niveau de base. Le gradient hydraulique (dénivellation) augmente, les réseaux hydrographiques subissent en conséquence de nouvelles incisions, et de nouvelles structures de drainage se mettent en place dans le karst - certaines pouvant réutiliser les paléo-conduits créés durant le Messinien. Selon Delannoy et al. (2017), le paragénétisme des réseaux d’Orgnac cesse et les soutirages se mettent en place, qui évacuent le matériel accumulé pendant le Pliocène.
L'eau s'introduit d'abord en suivant des failles au niveau de l'actuel puits d'entrée et, moindrement, au niveau de l'actuelle grande cheminée de la première salle Rouge. Elle rencontre des couches qui suivent un pendage orienté nord-sud, formant des lits. Puis, pendant un temps, l'érosion devient plus active (pluviosité plus importante) et le lit inférieur se creuse. 
Probablement provoqué par un séisme, son plafond finit par s'écrouler au niveau du puits Bertras (l'entrée originelle). Les interstices entre les blocs du plafond effondré se comblent avec des sédiments : les calcaires corrodés se décomposent, de petits effondrements amènent des matériaux et de la terre venue de la surface contribue aussi au colmatage. Des concrétions se forment ; mais un nouvel éboulement les abat, sauf pour celles rejoignant le plafond. D'autres concrétions se forment sur ces amas ; ce sont celles que l'on voit de nos jours. Le « Vaisseau fantôme » est une très grosse stalagmite cassée sur laquelle s'est formée une autre stalagmite.

## Description
L'aven d'Orgnac est composé d'une série de grandes salles totalisant plus de 5 km de longueur pour un dénivelé connu de 187 m (mais il n'est pas exclu que d'autres galeries encore non découvertes soient plus profondes).

### Orgnac I
Orgnac I correspond à la partie découverte en 1935. Ses 10 principaux espaces sont : salle Joly, salle Latour (salle Nord), salle Rieu, salle Chagnard (salles du Sud et des Merveilles), salle Glory, salle Gèze, salles Hautes, salle Petit, salles Rouges, et salle Sotrabas. Sa description ci-dessous résulte de la synthèse des multiples plans, schémas et topologies proposés ou établis depuis sa découverte ; or ceux-ci sont nombreux, tous sont incomplets et les mêmes objets ou espaces n'y portent pas toujours les mêmes noms.

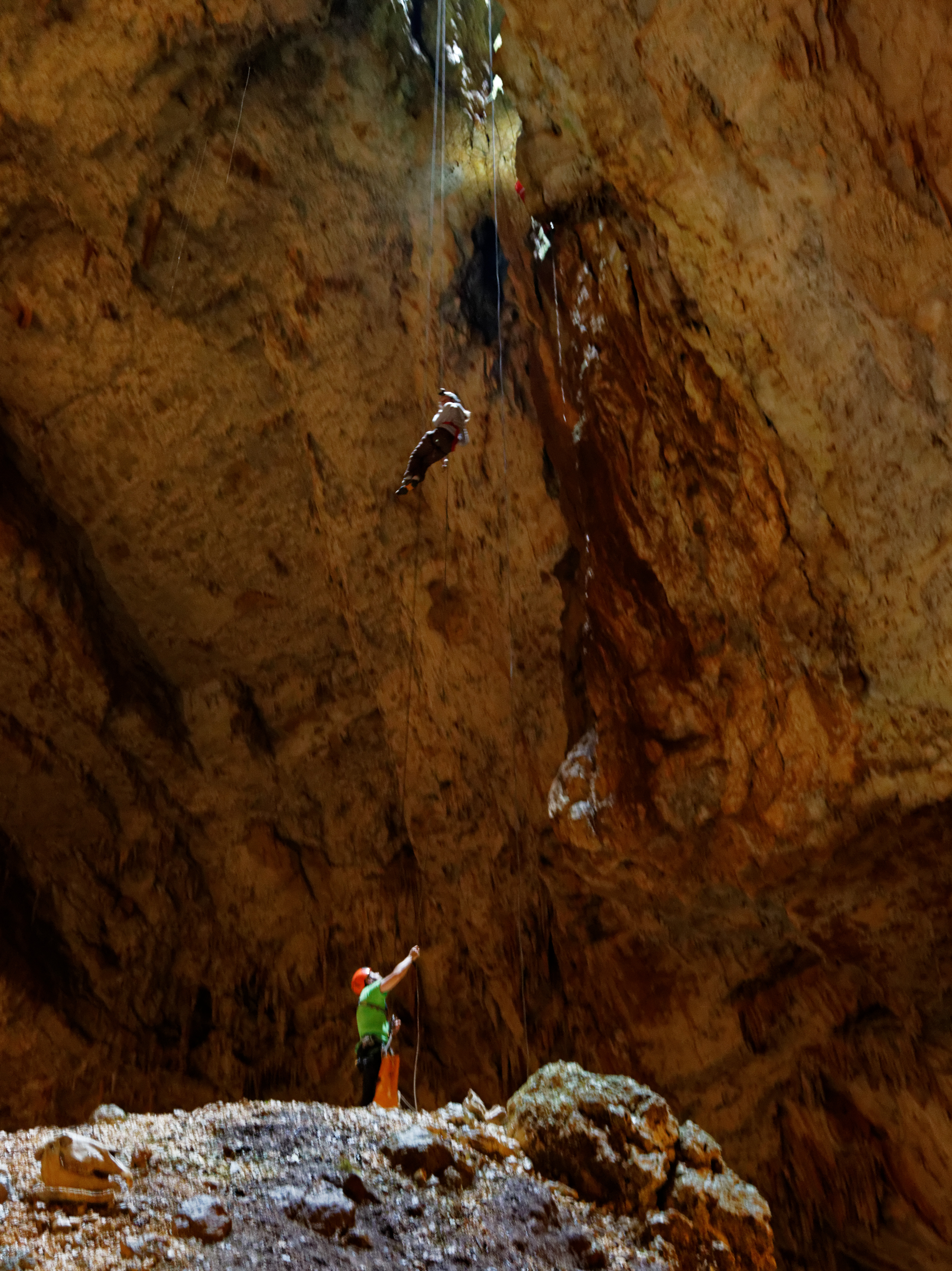
Puits Bertras et sommet du cône d'éboulis.
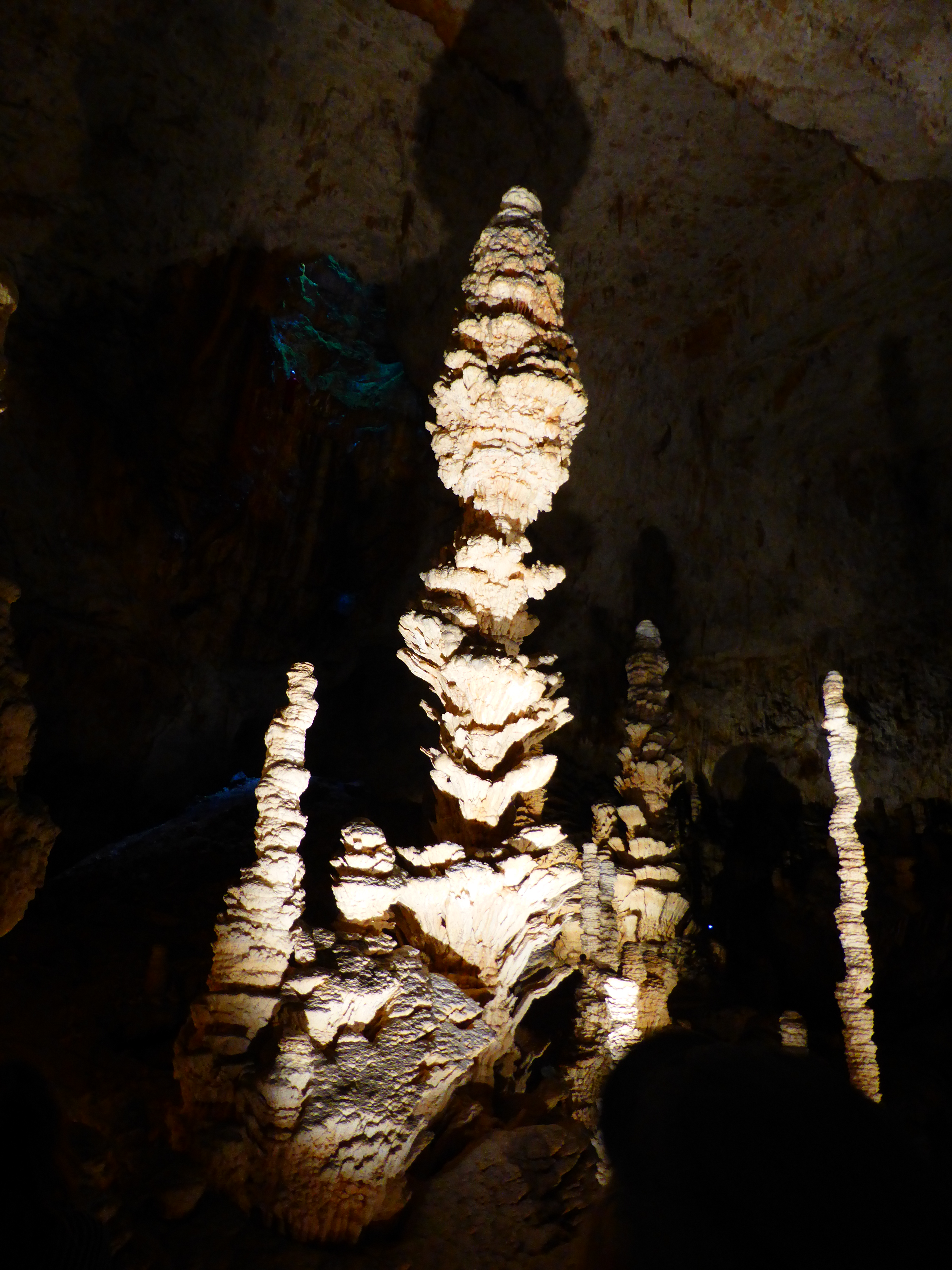
La « Pomme de pin ».
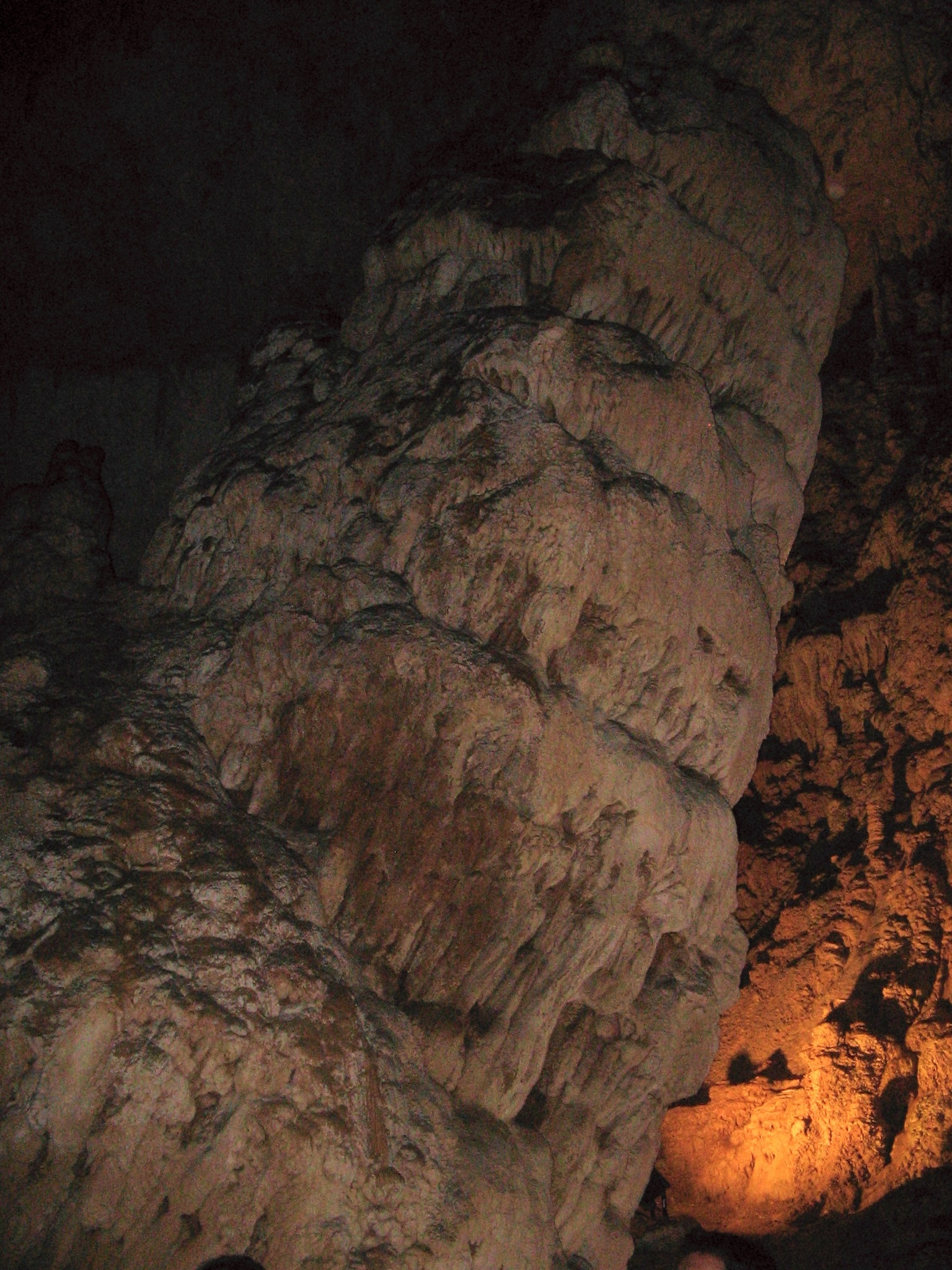
« La Tour de Pise ».

#### Le puits Bertras
Le puits Bertras, accès naturel de l'aven par où se sont introduits les découvreurs de la grotte, est à 305 m d'altitude. Il s'ouvre au milieu d'une doline de forme irrégulière : ses côtés nord et ouest sont en pente douce, ses côtés sud et est sont un escarpement rocheux qui plonge directement dans l'aven.

#### La salle Joly
Le puits Bertras débouche dans la partie ouest de la salle supérieure ou salle Joly qui se trouve à −55 m de profondeur moyenne depuis la surface, avec 122 m de longueur pour 74 m de largeur et une surface de 6 285 m2 (31 % de la surface totale d'Orgnac I), une hauteur sous plafond de 30 m donnant un volume de 188 556 m3 (42 % du volume total d'Orgnac I).

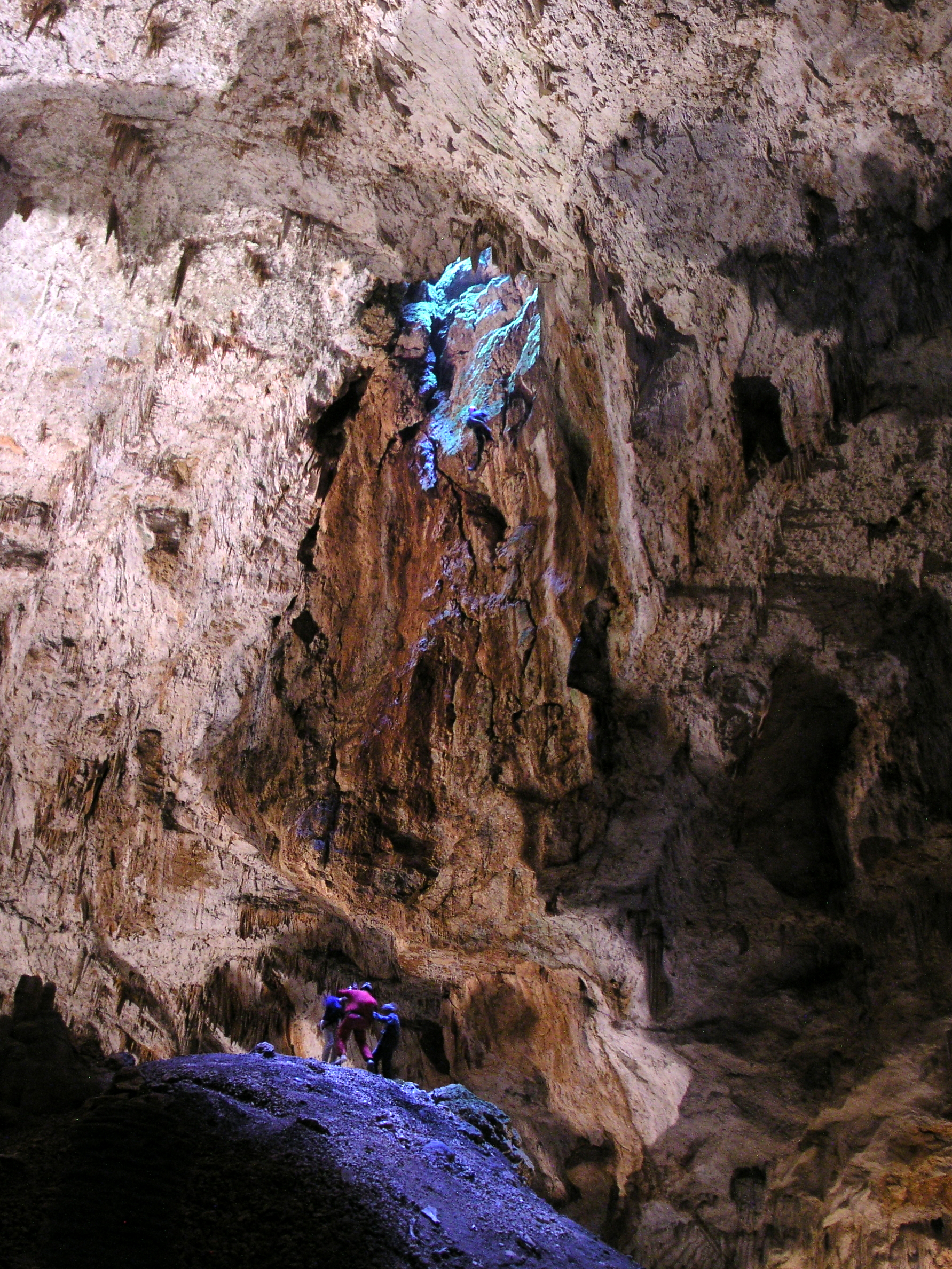
Le puits naturel et l'éboulis.

##### Cône d'éboulis
À l'aplomb du puits Bertras se trouve un cône d’éboulis (à −49 m prof.) composé essentiellement d'apports venant de l'extérieur de la grotte via le puits : morceaux de roche délitées par gélifraction, cailloux de la surface. Il contient aussi des morceaux de stalagmites, et des blocs tombés de la voûte de la salle Joly comme le gros bloc appelé « le Titanic » sur le côté nord du cône. Sa stratigraphie montre non pas un seul cône mais plusieurs cônes plus petits, tassés ou stabilisés par la chute d'éléments plus gros ou par la formation de concrétions sur leur surface, le tout recouvert par des chutes ultérieures de matériaux subissant les mêmes processus. Une stalagmite penchée (inclinée après cassure) dite « la Tour de Pise » se tient sur le bord nord-ouest du cône, et une autre grosse stalagmite est couchée sur son côté sud-est. À quelques mètres au sud-est du cône se trouve la stalagmite appelée « la Pomme de pin ». 
Les parties constituantes du cône sont relativement récentes (par rapport à l'histoire de la grotte). Diverses pièces de mobilier se sont également accumulées dans et sur le cône : vestiges animaux et humains, tessons de poterie. Quelques vestiges de renne et bison, animaux de climat froid, ont été trouvés par de Joly dans l'argile entre le cône et la sortie de la salle Gèze. Le tunnel de 105 m de long (ou 120 m selon d'autres) creusé en 1938 commence à la surface au sud du puits d'entrée et aboutit au pied du cône, de même que le tunnel desservant l'ascenseur à l'aplomb du centre d'accueil.

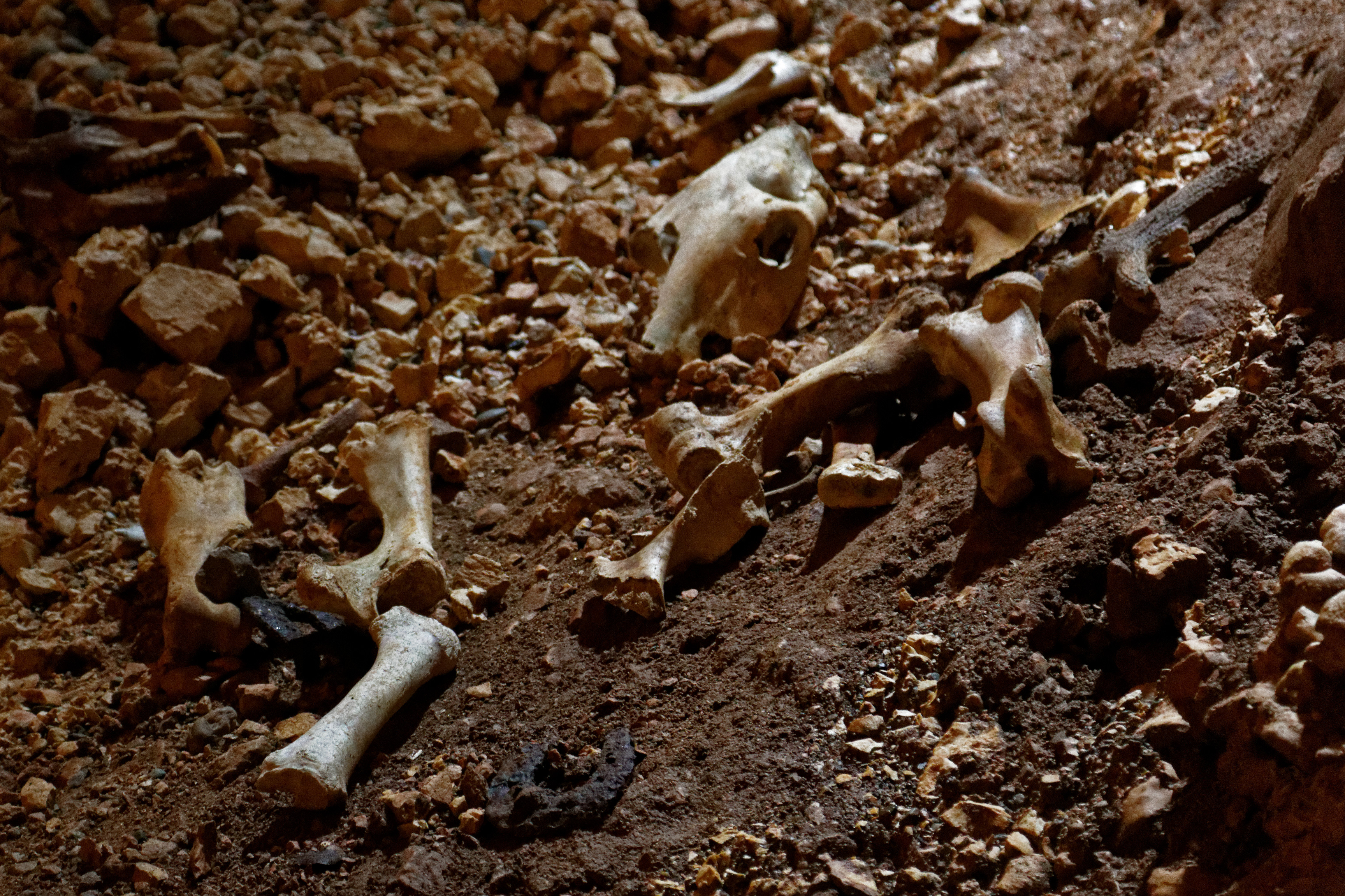
Ossements sur l'éboulis.
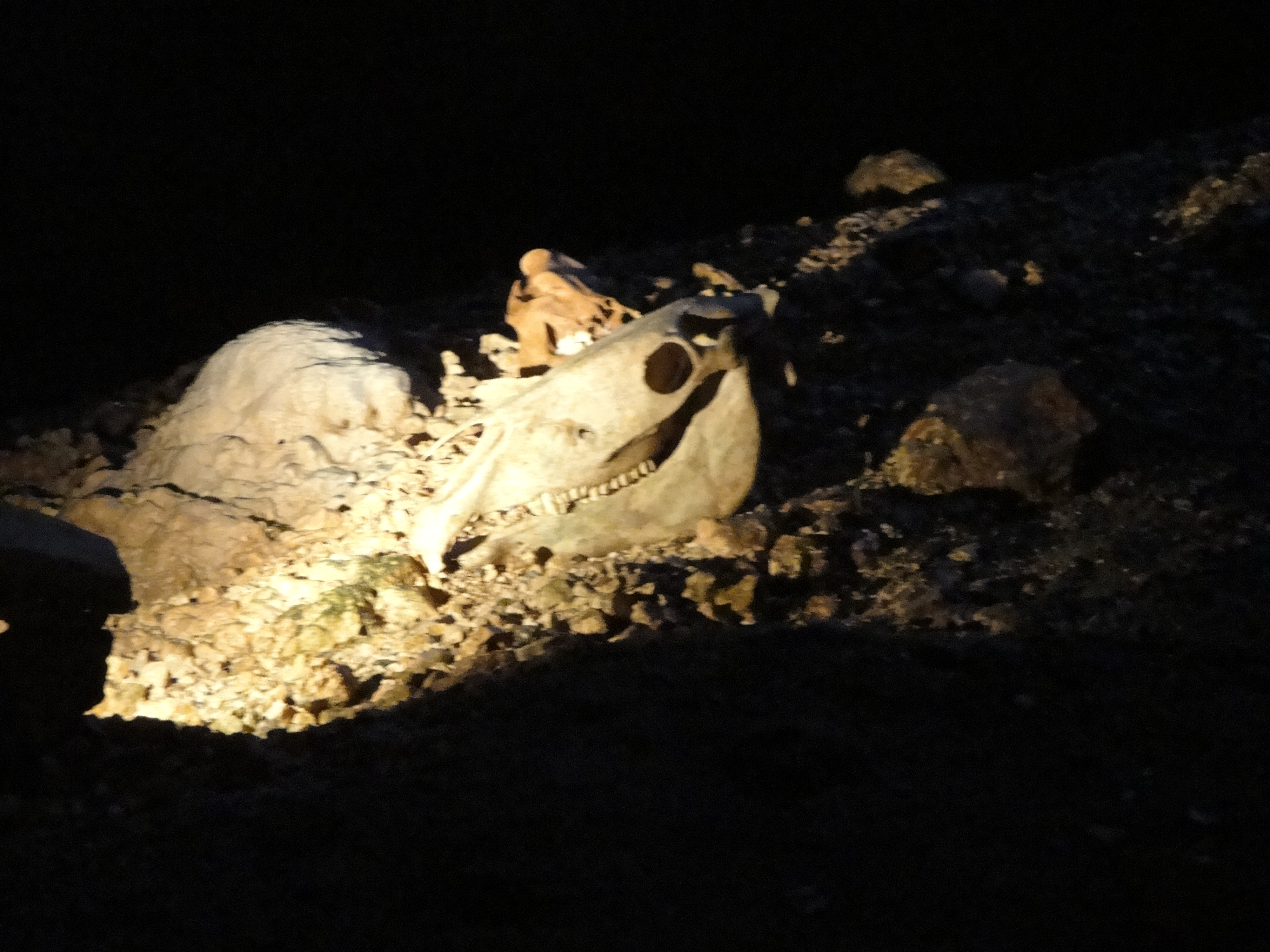
Vestiges sur le cône d'éboulis.

##### Salles ouvrant sur la salle Joly
À environ 30 m au nord du puits s'ouvre la salle Nord ou salle Latour (−100 m prof.), 92 × 54 m, hauteur sous plafond 8 m, 2 704 m2, 21 635 m3) avec ses gours blancs.
La salle Rieu (D45 × 24 m, 3 m de hauteur sous plafond, 334 m2, 1 002 m3) est au nord-ouest du puits.
À l'ouest du puits, la « forêt de cannes » ou « forêt de colonnes » et la salle Chagnard, encore appelée salle du Sud ou salle des Merveilles (−90 m prof.), 42 × 27 m, hauteur sous plafond 3 m, 562 m2, 1 685 m3).
Au sud du puits, proches l'une de l'autre, se trouvent la salle Glory (20 × 15 m, 2 m de hauteur sous plafond, 138 m2, 275 m3) et, sur un niveau inférieur, la salle Gèze (38 × 19 m, 4 m de hauteur sous plafond, 319 m2, 1 275 m3) que l'abbé Glory a appelé la « salle du Disque avec trous souffleurs ».
L'urne funéraire de Robert de Joly est placée dans cette salle.

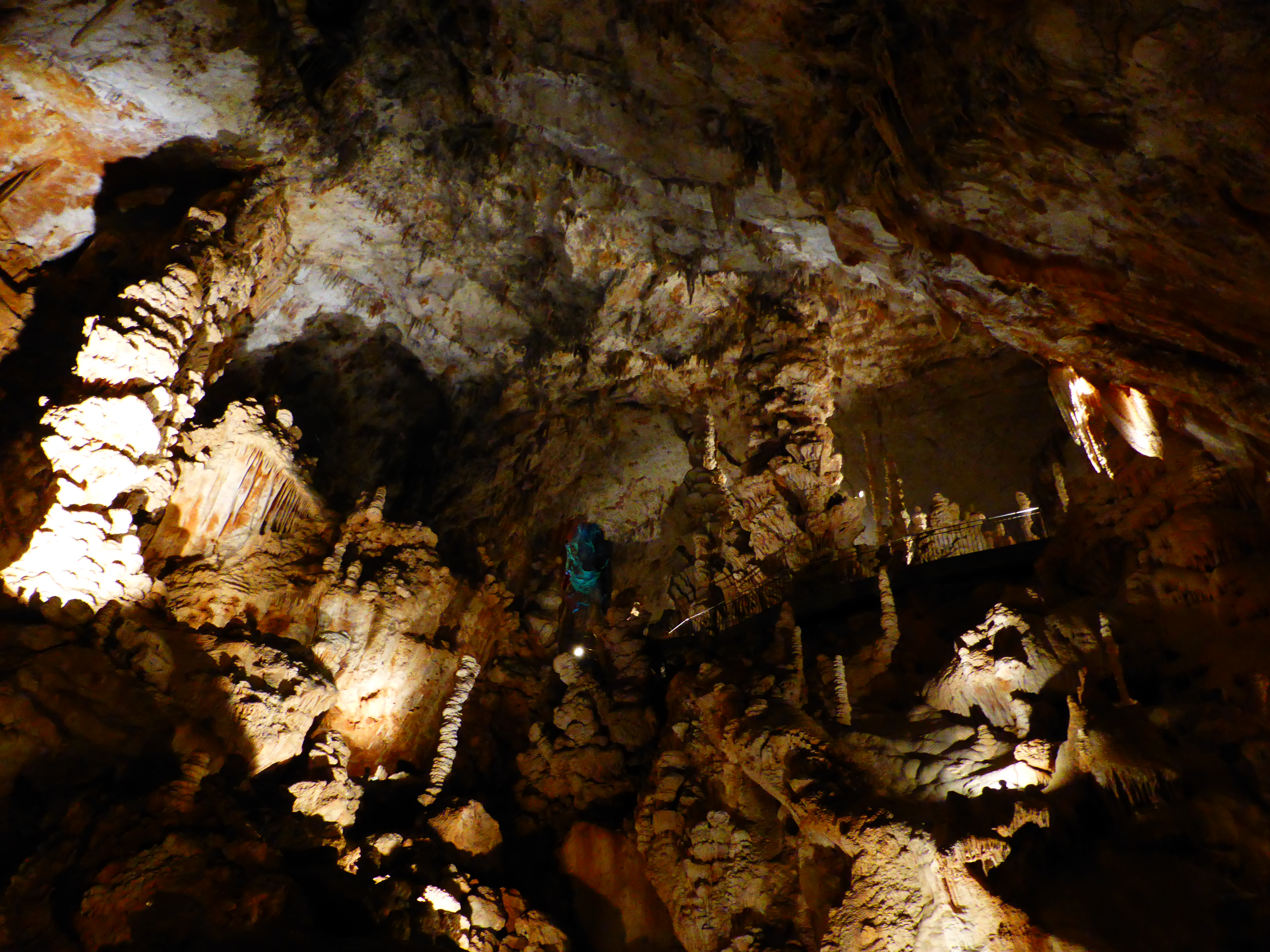
Depuis le N-O de la salle Petit : salle Joly en haut, avec (au centre) la lumière bleue venant du puits Bertras.

#### La salle Petit ou salle du Chaos
La salle Joly est prolongée vers le sud-est par la salle Petit ou salle du Chaos : 100 m de profondeur environ, 78 × 58 m, hauteur sous plafond 30 m, surface 2 719 m2  (14 % de la surface totale d'Orgnac I), volume 81 572 m3 (18 % du volume total d'Orgnac I).
Elle s'ouvre sur trois espaces différents : en face (côté sud-est), les salles hautes (−50 m prof.) dont l'entrée est marquée par des stalactites nommées « le Faune » (ou « Belzébuth ») et « les Divergentes » ; à gauche (côté nord), les salles Supérieures ou salle Nord ; à droite (côté sud), une large galerie contenant de grands piliers, des gours et un puits (descendant à 160 m de profondeur), mène à la salle Petit.
La salle Petit (−130 m prof.), encore appelée salle Cathédrale par l'abbé Glory, a une cheminée dont la cavité remonte jusqu'à la surface mais qui est bouchée sur ses 40 derniers mètres supérieurs environ ; et un puits dans la partie ouest descend à 180 m de profondeur.
Tout proche, le puits intérieur le plus profond de l'aven (34 m) conduit à une salle enfouie à 180 m de profondeur.[réf. souhaitée]

#### Les salles Rouges

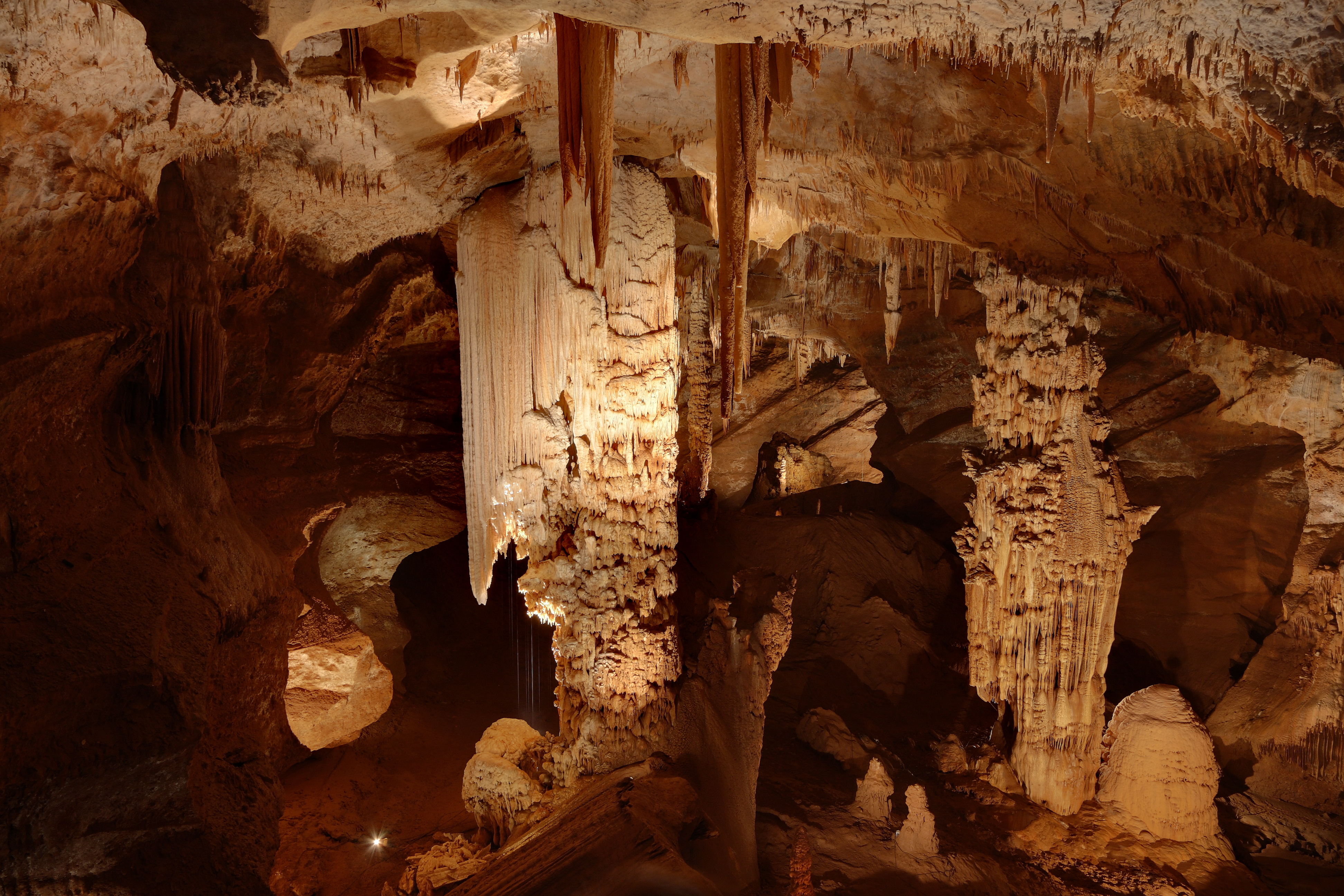
La deuxième salle Rouge de l'aven d'Orgnac.

L'arrivée dans les salles Rouges est marquée par une grosse stalagmite appelée « le Vaisseau fantôme ».
Les parois des salles Rouges portent de grosses banquettes-limites de remplissage, marquant les dernières phases de la transgression marine du Pliocène.
Pourtant visitées intensément depuis plusieurs dizaines d'années, ces salles n'ont pas révélé tous leurs secrets. Ainsi, dans une des salles Rouges, le vidage d'un siphon organisé par le G.A.S.O.I.L (Groupement Associatif de Spéléologues d’Orgnac-l’Aven, Issirac et Labastide-de-Virac) en novembre 2014 a révélé une autre salle

#### Les stalagmites
La grotte possède de remarquables concrétions. Certaines stalagmites parmi les plus notables ont reçu des noms. Dans les salles où la hauteur sous plafond est très importante, elles n'ont pas pu rejoindre les stalactites pour former des colonnes, mais elles se sont épaissies à la base, atteignant parfois un diamètre imposant. D'autres, plus récentes et plus grêles, en forme d'assiettes empilées, les surmontent. Sur le pourtour de la salle, on remarque de frêles colonnettes. Certaines ont atteint une grande hauteur, les unes en baïonnette, d'autres très droites. Les hélictites de la grotte sont citées dans une étude des spéléothèmes mondiaux.

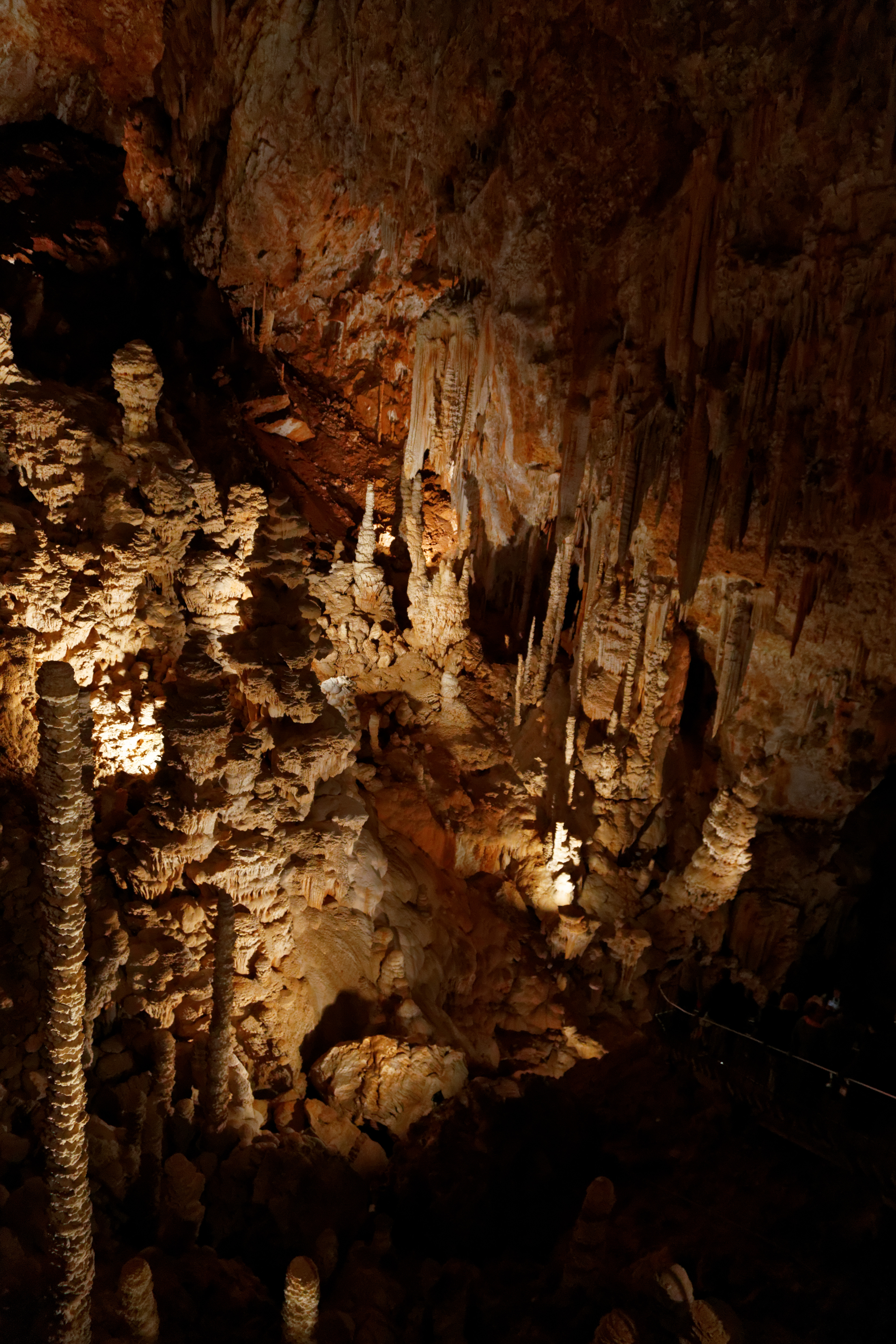
Vue plongeante dans la salle Petit.

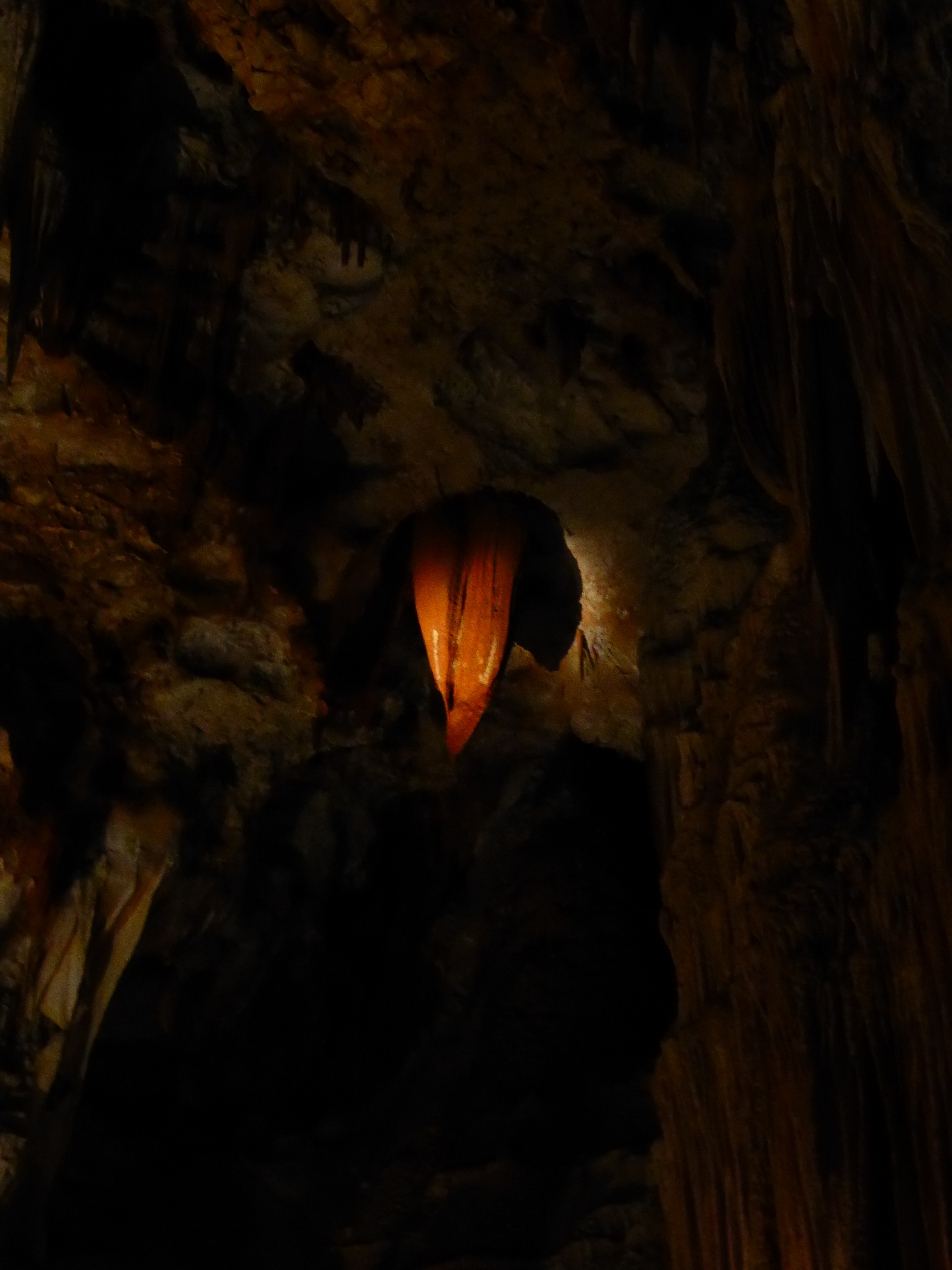
« La Langue de dragon ».
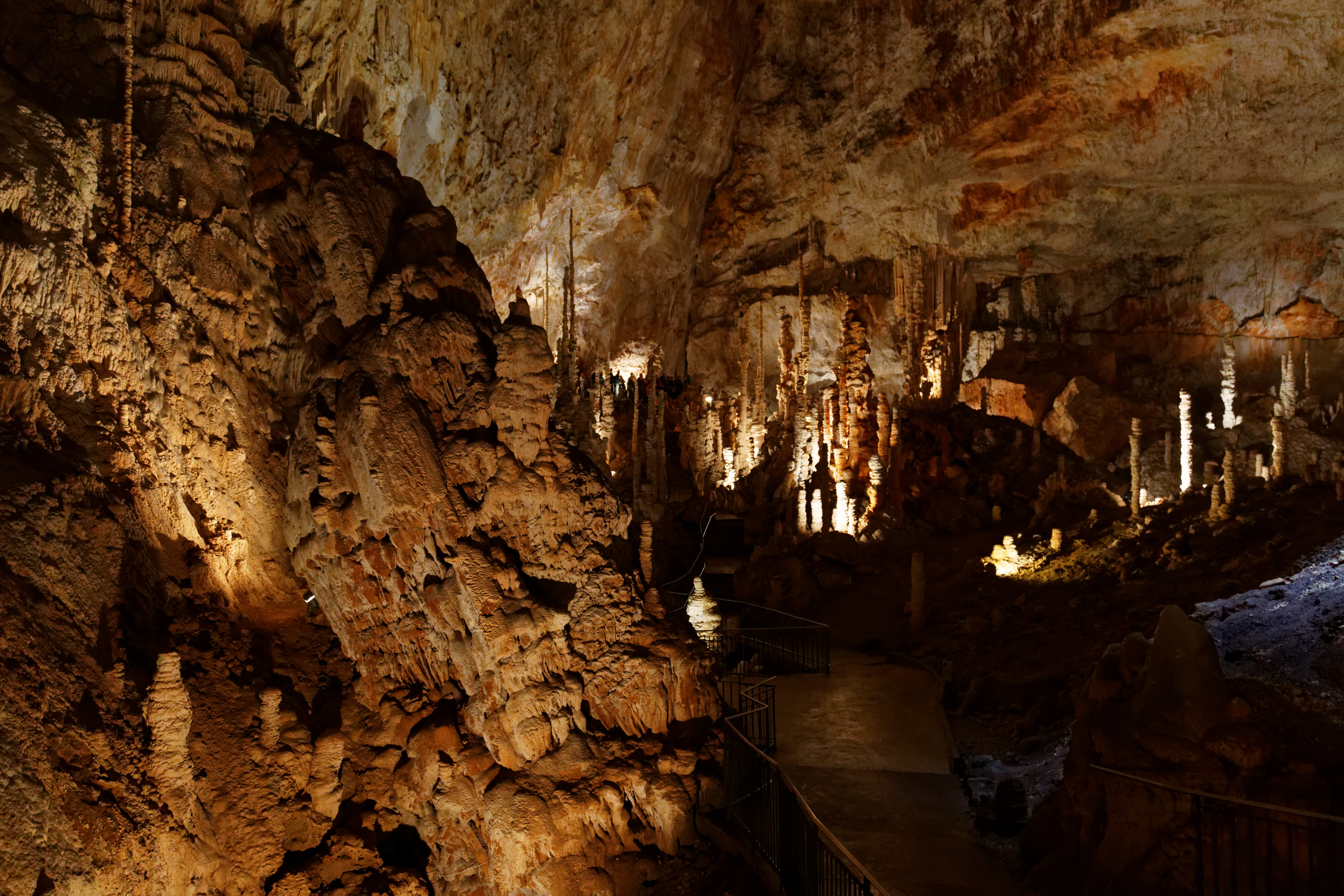
Salle Joly : la "Tour de Pise" à gauche. À droite en gris violacé : une partie du cône d'éboulis.
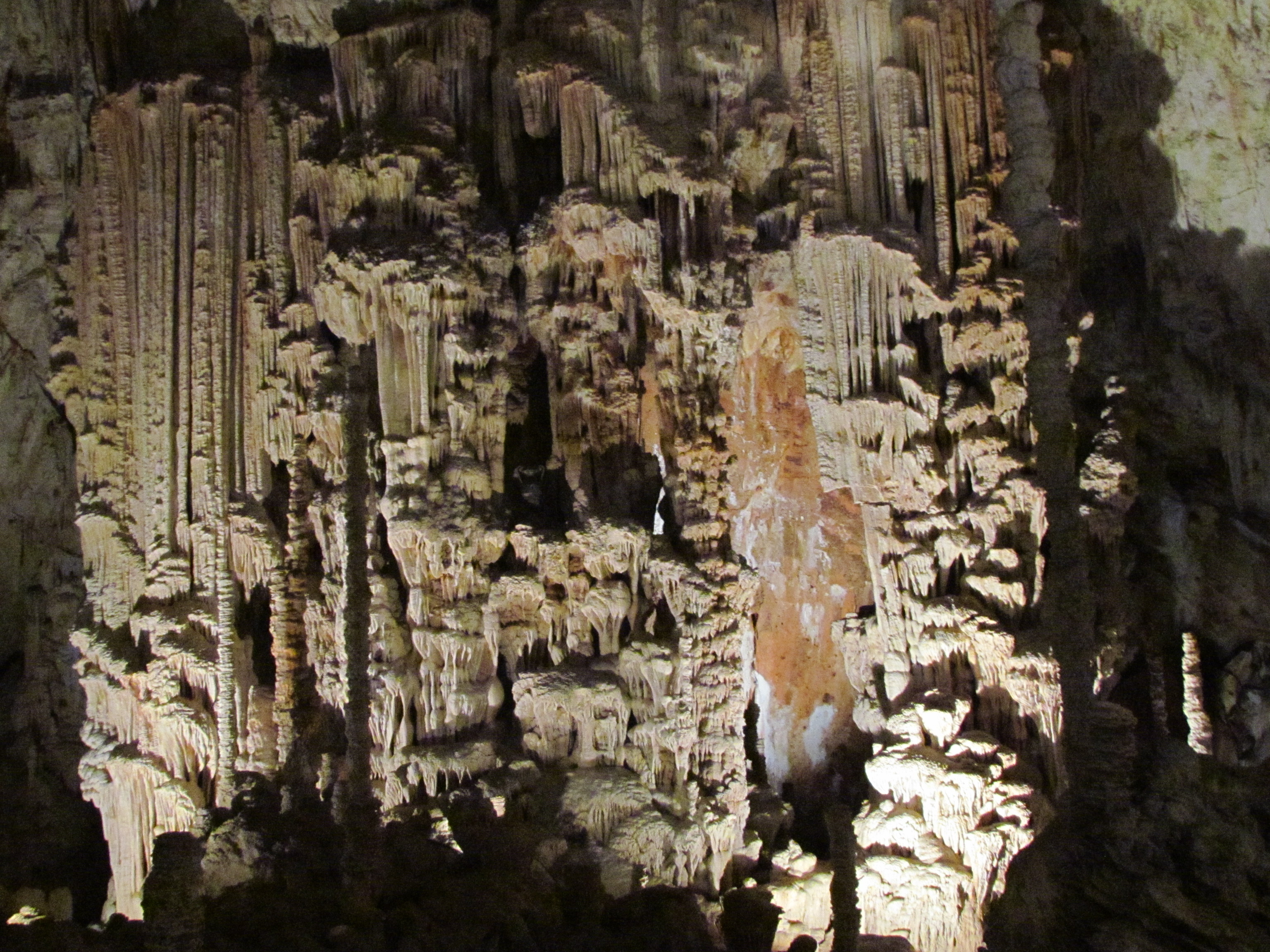
« Buffet d'orgues ».

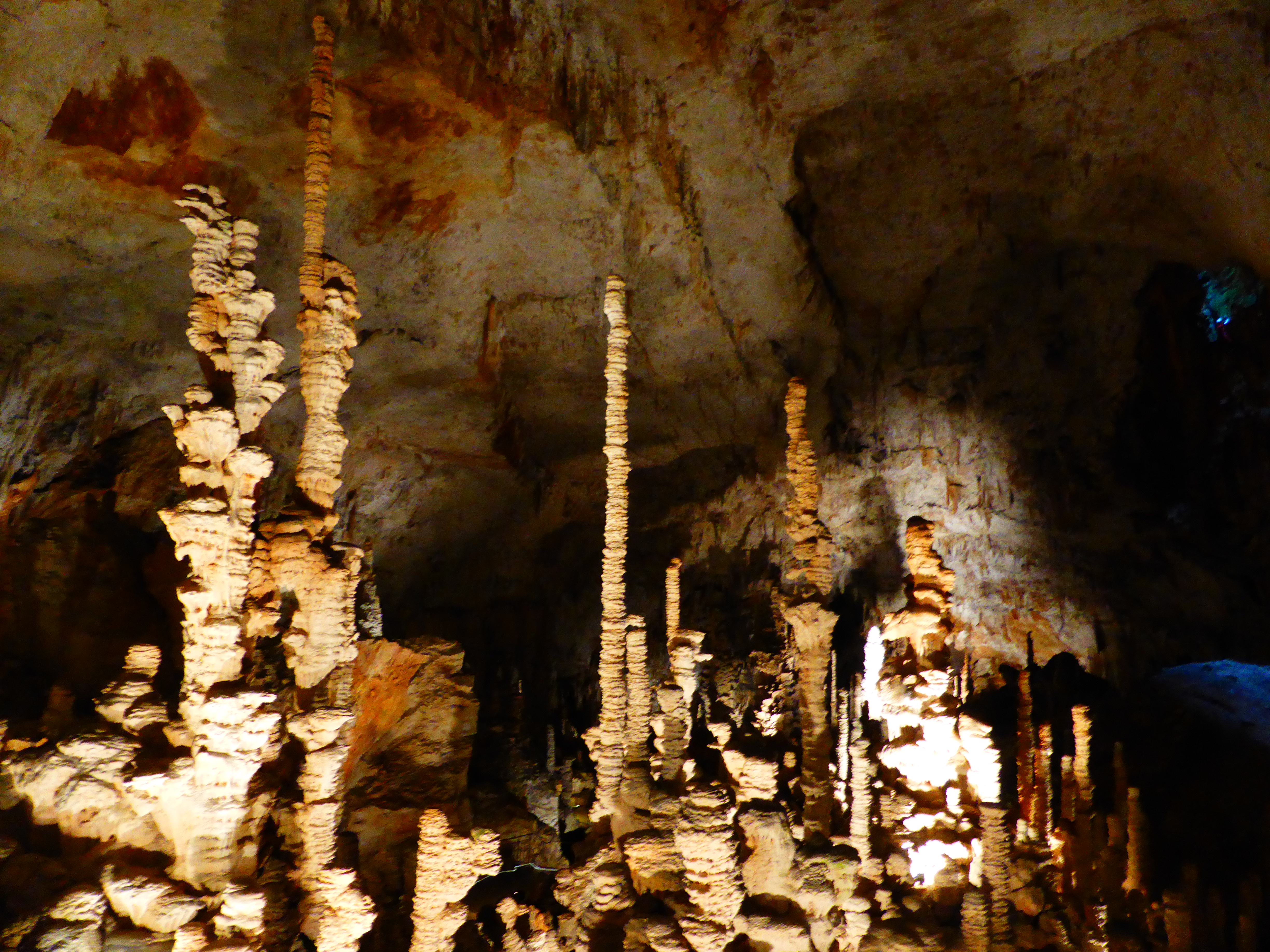
Salle Joly (salle supérieure). En arrière-plan près du bord droit (en bleu), le puits Bertras et son cône d'éboulis.
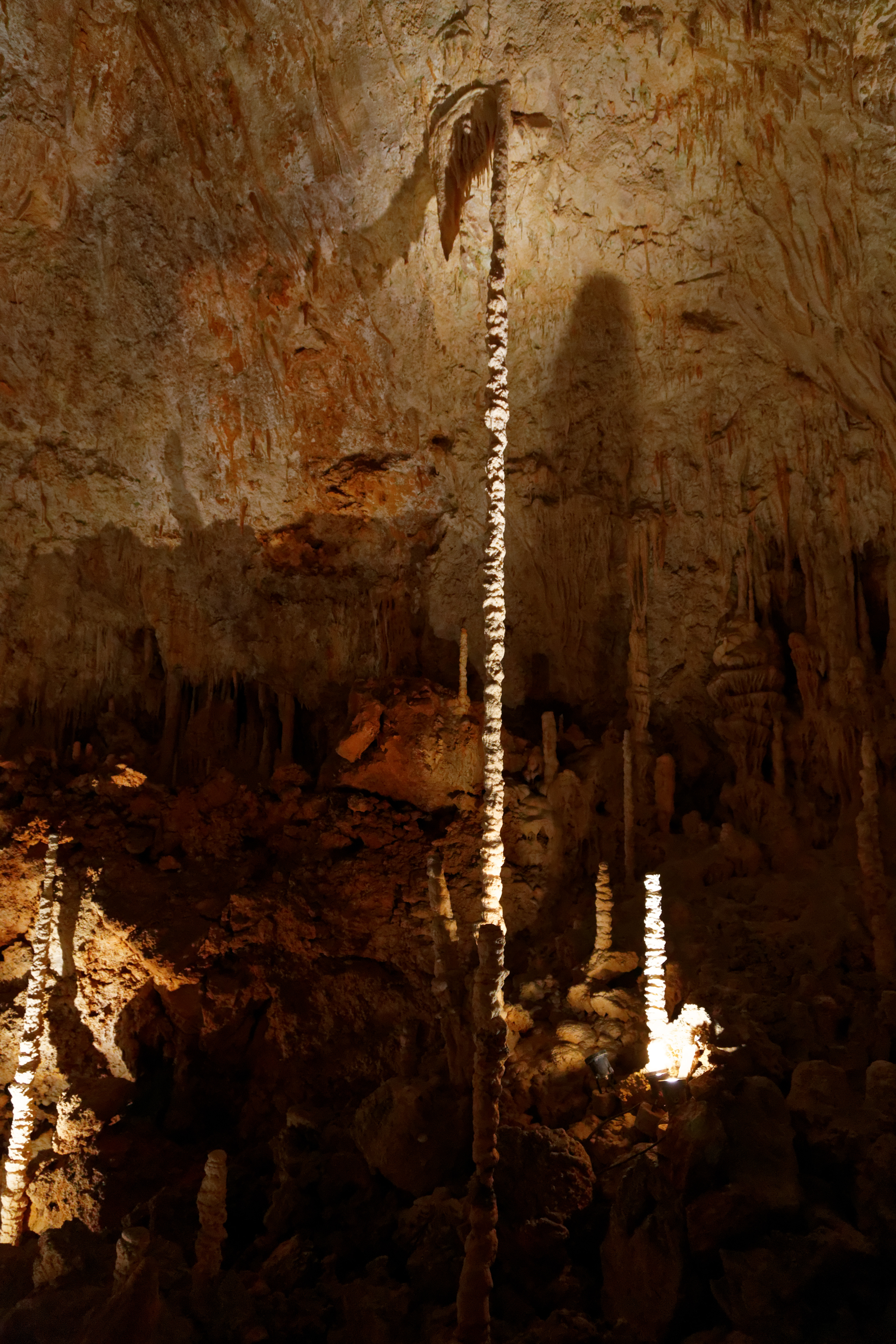
Grande stalagmite.

### Orgnac II
Orgnac II se trouve dans le prolongement de la salle Nord. Les trois salles rencontrées à la file sont prosaïquement appelées salle 1, salle 2 et salle 3. Entre les salles 2 et 3 se trouve la « chatière des Sables ».
Dans la salle 2, un puits appelé « P200 » descend à 200 m de dénivelé.
En 1996 et 1999, décision est prise d'ouvrir partiellement Orgnac II et Orgnac III à des visites spéléologiques guidées, qui commencent au plus tard le 1er avril 1998. Cette ouverture des réseaux stimule la recherche sur les milieux souterrains.
Les nombreuses stalagmites de la salle I d'Orgnac II ont pu enregistrer les événements hydrologiques extrêmes, assez forts pour provoquer des remontées de l'aquifère karstique - ce sur plusieurs millénaires. En effet, lors de ces événements, les galeries sont ennoyées et de fines couches d'argile se déposent sur les stalagmites ; lorsque le niveau de l'aquifère redescend, la calcification des spéléothèmes reprend (ils recommencent à grandir) et l'argile déposé est emprisonné par les nouveaux dépôts de calcite.

### Orgnac III
Le réseau Orgnac III se trouve à la suite de la salle 3 d'Orgnac II. Dans le prolongement de cette salle, le « réseau de la Boue » descend à un niveau inférieur. Plus ou moins au même niveau que la salle 3 se trouve la « salle Plane », elle-même prolongée vers le nord-est par Orgnac IV et vers le nord-ouest par « la grande Barrière », « les grands Puits » et encore d'autres salles.
La salle Plane contient des cheminées avec des banquettes-limites (voir section « Géologie ») et qui se rétrécissent vers le haut, deux caractéristiques indicatrices d'un creusement en régime noyé et ascensionnel.
Le réseau d'Orgnac III inclut une salle des Cristaux et un puits des Anciens.

#### Site archéologique d'Orgnac III
Le site archéologique d'Orgnac III se trouve à 800 m à l'ouest du puits Bertras. Il a été occupé par l'Homme de 312 000 à 265 000 ans (± 4 000 ans) avant le présent (au début du Paléolithique moyen). Il est connu comme un des plus anciens sites de France à avoir livré de l'industrie lithique à débitage Levallois.

### Orgnac IV
Orgnac IV est fermé aux visites, principalement parce que cet espace n'a pas d'attrait touristique majeur (ni art pariétal, ni archéologie), ce qui a fait prévaloir la conservation sur le développement touristique.
Elle est à l'extrémité nord de l'ensemble des galeries. Une partie des terrains de surface appartiennent à la commune d'Issirac, et c'est à son sujet qu'il y a eu dès sa découverte une si amère bataille quand la municipalité d'Issirac a voulu y aménager une seconde entrée aux grottes.
On y accède à partir de la salle Plane, qui est prolongée vers le nord-est par la « salle du Dôme » puis par la « salle des Treize ».

## Faune
Deux insectes de l'espèce Diaprysius ont été découverts, authentifiés par René Jeannel. L'un d'eux a été baptisé Diaprysius serullazi jolyi, l’autre Diaprysius gezei.
L'existence de ces deux espèces est plus importante qu'il n'y paraît, car elles posent la question de l'hydrogéologie locale et notamment de l'interfluve Cèze-Ardèche. En effet, les Diaprysius, insectes troglobies, sont comme la plupart des Bathysciinae distribués par vallées et leur répartition peut être indicatrice de cloisonnement ou au contraire de liaisons entre les différentes cavités. Les Diaprysius de l'aven d'Orgnac sont rattachés pour l’un au Diaprysius serullazi peyerimhoffi caractéristique des cavités de la rive droite de l’Ardèche, et pour l’autre au Diaprysius mazaurici caractéristique de la vallée de la Cèze.

## Hydrologie
Le massif du bois de Ronze, dans lequel est creusé l'aven d'Orgnac, se trouve entre les deux rivières Cèze et Ardèche. Si les Diaprysius identifiés par Jeannel sont réellement deux sous-espèces distinctes, cela implique que l'hydrologie de l'aven participe des deux bassins versants - ce que suggère Jeannel.
Selon René Jeannel, « de toutes les grottes actuellement connues des Cévennes où vivent des Diaprysius, l’aven d’Orgnac est la seule où deux espèces distinctes cohabitent ». 
En 1982, l'étude sur ce même point par le Groupe de recherche en biospéléologie ne s'avance pas si loin. Vérifiant l'identification des supposées deux espèces, elle conclut plus prudemment que « le nombre de critères observés est trop différent pour définir deux espèces distinctes, le mélange est trop intime ».
Les études récentes semblent donner raison à Jeannel. En 2016, une étude commanditée par l'agence de l'eau Rhône-Méditerranée-Corse conclut que l'aven, qui fonctionne en perte à écoulement temporaire, participe à la fois de l'ensemble karstique de la rive droite de l'Ardèche et de celui de la rive gauche de la Cèze, comme démontré pour les deux ensembles par les traçages à la rhodamine B réalisés en novembre 2014 depuis les salles Rouges. L'évent de Gournier (commune d'Aiguèze), également objet d'un traçage en 2014, est relié à l'aven d'Orgnac.

## Protection du site

### Actions des mairies
La protection du site a été une préoccupation égale à celle du développement touristique dès le début. La première manifestation de ce souci, remarquable pour l'époque, est l'arrêté municipal du 18 février 1939 à la suite d'une demande d’acquisition de terrains communaux : le conseil municipal décide de restreindre la vente de parcelles « afin d’assurer la conservation du site aux environs immédiats du site ».
Trois autres événements marquent cette dualité d'intérêts entre tourisme et conservation :
- En 1946, Orgnac I (salle Joly, salles Rouges, salle du Nord) est classé au titre des monuments naturels et sites (cet arrêté est utilisé dès 1947-1949 pour s'opposer à la construction d'un lotissement dans les environs immédiats du site)[VB 6].
- En 1974, le périmètre est étendu à tous les réseaux découverts - mais toujours seulement pour les parties souterraines[VB 6]. La surface, soit 230 ha, est quant à elle inscrite à l’inventaire des sites. En 1974, aucun réseau de la taille d’Orgnac n’est intégralement protégé en France ; cette opération de 1974 apparaît donc comme un compromis innovant, visant à protéger un grand réseau[VB 9]. Noter que le premier classement de 1946 avait été simplement approuvé par la mairie d'Orgnac, alors seule concernée. Par contre, celui de 1974 est à son initiative : le motif premier n'est pas tant la protection des espaces souterrains que d'empêcher Issirac de développer un tourisme indépendant sur les parties de l'aven nouvellement découvertes. Car les textes réglementant l'aven sont jusqu'alors propres au département de l'Ardèche et Issirac est dans le Gard, qui n'est même pas dans la même région administrative (c'est toujours le cas, même après le remembrement régional de 2016) ; ce qui permet à cette dernière municipalité de s'appuyer sur le code civil pour revendiquer un développement touristique indépendant[VB 12].

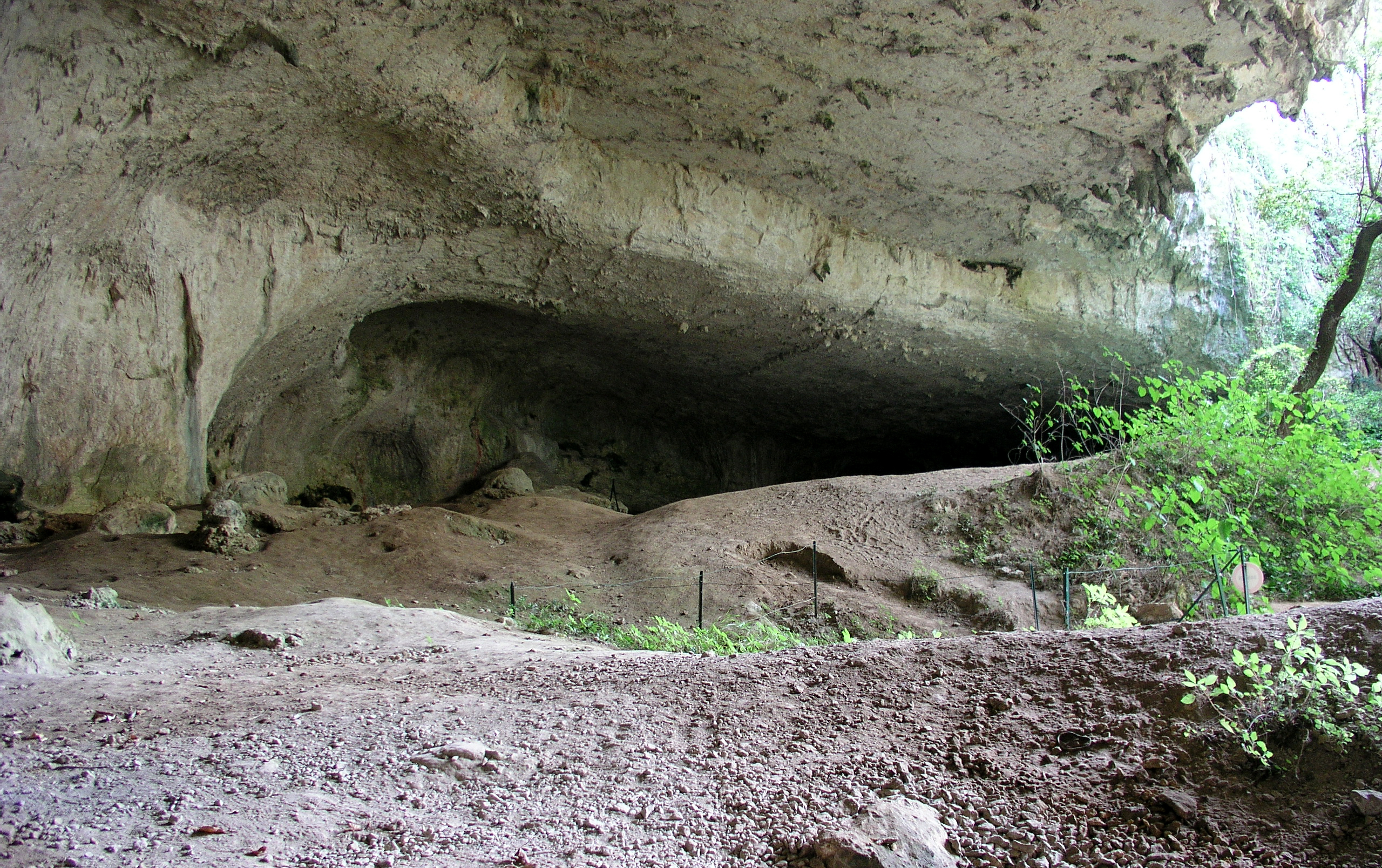
La baume de Ronze,
site préhistorique classé.

- En 2005-2006, une nouvelle extension de périmètre du classement est déposée : la surface passe de 230 à 390 ha et associe la surface et les réseaux souterrains. Elle inclut deux autres cavités du secteur : l’aven touristique de la Forestière et la baume de Ronze, non aménagée - ainsi qu'Orgnac III, site archéologique majeur au niveau régional. Cette extension entérine une compréhension plus large du site qui inscrit celui-ci dans son paysage et sa morphologie caractéristiques, ici des plateaux karstiques des gorges de l'Ardèche, sans pour autant tenir compte du fonctionnement interactif possible des différentes parties des réseaux karstiques[VB 9]. Ce mode de pensée, inscrit dans la procédure habituelle d'autres pays, est encore exceptionnel en France. Il s'agit en réalité d'une mise aux normes internationales dans le cadre de la préparation du dossier de candidature de 18 grottes au patrimoine mondial. En 2007 c'est le seul réseau karstique en France à avoir bénéficié de trois stades croissants de protection[VB 11].

### SIVU, et un curieux arrêté préfectoral
Par ailleurs, les communes d'Orgnac et d'Issirac instaurent dès les années 1970 un régime d'accès réglementé : les visites d'Orgnac II, III et IV sont dès lors pratiquement interdites ou presque. Les deux conseils municipaux se rencontrent en 1996 ; ordre du jour : protéger et valoriser la grotte. Il est décidé d'ouvrir partiellement Orgnac II ET III pour des visites spéléologiques encadrées, Orgnac IV demeurant fermé. Après consultations des services de l’État partenaires, en 1999, les deux communes créent un SIVU. Un emploi de guide-gardien des réseaux est créé. Le 12 juillet 1999 un arrêté préfectoral, qui s'applique uniquement à une partie des réseaux d'Orgnac II et III, définit les modalités de fréquentation de la grotte. L'article 1er, curieusement formulé, précise que « le reste de la cavité non ouverte au public demeurant en protection intégrale » - il s'agit d'Orgnac IV, mais le "demeurant" est un non-sens car aucun texte antérieur dans ce sens n'a précédé cet arrêté ; et la « protection intégrale » n'existe pas dans le droit français de l’environnement. 
De plus cet arrêté préfectoral, qui supplante donc les arrêtés municipaux, ouvre Orgnac II et III aux visites alors que ces réseaux étaient jusque-là beaucoup plus sévèrement réglementés par les mairies concernées. C'est d'ailleurs le seul cas en France d'une cavité à accès réglementé par le préfet.
Dans les faits, cet arrêté entre dans la préparation du dossier d'inscription manquée au patrimoine mondial et à terme se retrouve légitimé par l'inscription en Grand site de France.

### Proposition de classement au patrimoine mondial
En 2000, un dossier de 18 sites comprenant 24 grottes à concrétions du sud de la France est proposé pour une inscription sur la liste indicative du patrimoine mondial naturel, antichambre de la liste du patrimoine mondial,. En octobre 2001, un avis défavorable est émis par l'Union internationale pour la conservation de la nature (UICN). 
L'effort est alors porté vers la labellisation Grand Site (voir section suivante).
Fin 2005, l'État français pense représenter une demande d'inscription. En 2007, le projet est retiré et l'association de valorisation des cavités françaises à concrétions (AVCFC) regroupant 23 cavités du Sud de la France est créée,.

### Grand site de France
L'impulsion vers ce label commence en 1996 quand la municipalité d'Orgnac veut réaménager le circuit de visite souterrain. Comme pour tout site classé, un dossier est déposé à la DIREN. Cet organisme décide de lancer un programme d'études climatologiques de la grotte et se sert pour cela de l'outil Grand Site de France. Le dossier est instruit rapidement grâce à une conjonction de circonstances : Orgnac est l'un des deux seuls sites O.G.S. fermés à entrée payante (où donc le flux de passage est aisé à régulariser), les entités concernées sont peu nombreuses et il existe un consensus clair à propos des aménagements à réaliser. Le deuxième ascenseur près des salles Rouges est installé dans le cadre de cette labellisation, afin de fluidifier la circulation dans la grotte et de rendre le cheminement plus facile. De même, les réaménagements en surface comprennent l'installation d'un volet scientifique, la suppression de la partie des parkings située à la verticale des réseaux et le nouveau circuit de visite inclut le musée régional de la Préhistoire. Les bâtiments reconstruits recherchent l'intégration visuelle au paysage en utilisant la pierre comme matériau.
En 2004, l'aven d'Orgnac obtient le label Grand site de France avec trois autres sites : la montagne Sainte-Victoire (Grand Site Sainte-Victoire), le pont du Gard et la pointe du Raz,.

## Tourisme

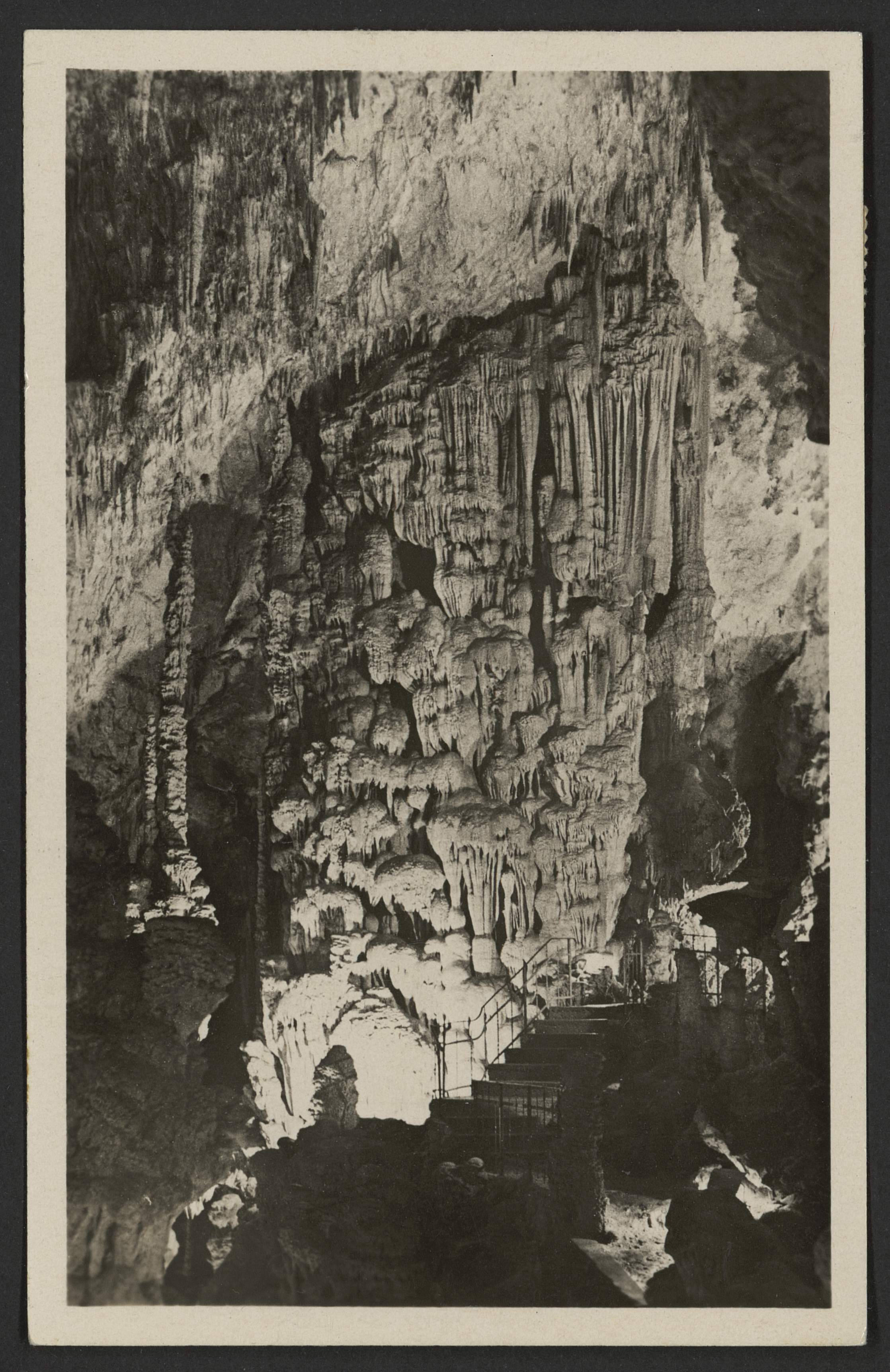
« Buffet d'orgues » de la salle supérieure.

Avec 140 000 visiteurs annuels, le site comprend la grotte, la « Cité de la Préhistoire », des sorties spéléo, des sentiers pédestres et un programme varié d’animations.
Les trois salles visitables au pied levé sont la salle Joly, la salle du Chaos et les salles Rouges dans Orgnac I.

### L'évolution du circuit touristique
De 1939 à 1955, le circuit touristique passe par le tunnel artificiel pentu creusé en 1938 et qui débouche dans la salle Joly près du cône d'éboulis et du puits d'entrée. C'est le point le plus haut de la visite, qui à l'époque s'arrête au Belvédère à 53 m de profondeur depuis la surface.
En 1955, le circuit s'allonge pour inclure les salles Rouges. En 1965, un premier ascenseur est construit, proche de l'entrée du tunnel pentu, dans le hall d'accueil construit en 1948 ; cet ascenseur descend verticalement jusqu'au niveau de la salle Joly, que l'on rejoint par un tunnel horizontal débouchant à peu près au même endroit que le premier tunnel.
La visite se termine maintenant dans la deuxième salle Rouge avec un spectacle son et lumière composé par Yann et Guilhem Cléophas. La remontée à la surface se fait avec un deuxième ascenseur installé en 2003 vers l'entrée des salles rouges, qui emprunte la cheminée naturelle partiellement bouchée, débouchée et aménagée pour l'ascenseur. De nos jours, on peut voir dans la descente du puits d'entrée un mannequin représentant Robert de Joly.
Après 1996, un premier balisage est mis en place pour Orgnac II et III ; les déchets sont évacués, les concrétions sont nettoyées et certaines, brisées lors de visites, sont recollées. Avec le SIVU créé en 1999, un nouveau balisage est créé, l'électricité et le téléphone (pour les secours) sont installés ainsi qu'un capteur CO2 à la chatière des Sables. Les visites guidées recommencent en juin 1999. Entre le 1er avril 1998 et le 15 septembre 2007, 1 309 visites d'Orgnac II et III sont organisées, pour 8 587 personnes.

### Position d'Orgnac dans le complexe touristique du Bas-Vivarais
Dès le départ, la municipalité a fait le pari du développement touristique, comme le montrent à plusieurs reprises les minutes du conseil municipal d'Orgnac. Ainsi, on lit pour le 1er novembre 1936 : « l’aménagement de l’aven d’Orgnac est susceptible d’attirer un nombre considérable de touristes dans la pittoresque région du sud de l’Ardèche, à cause de la beauté naturelle des diverses salles » ; et le 28 novembre 1936 : « la situation à proximité d’une région touristique du Pont d’Arc et des gorges de l’Ardèche en particulier, [qui] permet d’escompter un nombre considérable de visiteurs lorsque l’aven serait aménagé ». Voilà posés les deux éléments sur lesquels va se jouer le sort de l'aven et, indirectement, celui de la commune : un peu de l'attrait de la grotte, un peu de l'attrait du tourisme qui se développe à 10 km de là - et beaucoup d'efforts.
Car du point de vue touristique, Orgnac n'est pas des mieux placés à l'époque de la découverte de l'aven : le village est excentré, voire isolé, vis-à-vis du complexe touristique régional situé entre Vallon-Pont-d'Arc et Saint-Martin-d’Ardèche, et les autres villages se trouvent en rive gauche (côté nord) de l'Ardèche. En termes de passage, 10 km sont une grande distance quand rien n'est fait pour attirer le client. Dans les gorges de la rivière, l'activité touristique reste d'ailleurs modeste : la route des gorges en rive gauche n'existe pas encore en 1950. De plus, Orgnac a été rattaché au département de l'Ardèche alors que les liens historiques lient le village au diocèse d'Uzès et que la ville la plus proche est Barjac (Gard).
Mais en 1950, les efforts publicitaires de de Joly et les efforts logistiques de la commune pour l'aménagement de l'aven ont commencé à porter leurs fruits. Et quand quelque temps plus tard l'attention touristique oblique vers les gorges de l'Ardèche, les responsables de l'aven peuvent travailler sur une bonne base pour éviter la marginalisation de l'aven. L'Orgnac d'après-guerre a l'occasion de prendre place parmi les pôles moteurs du tourisme régional. 
De plus, la position excentrée et en quelque sorte touristiquement frontalière de l'aven a même parfois été un atout : les autorités départementales et régionales ont à l'occasion octroyé des subsides pour prévenir l'installation d'une zone creuse dans la partie méridionale de leur juridiction. Ce souci s'est manifesté par exemple à l'occasion du financement de la construction du musée régional de la Préhistoire en 1988 et de celui de l'O. G. S..
Noter que de nos jours les transports publics vers Orgnac-village ou vers l'aven sont toujours inexistants, en dehors de la navette gratuite depuis Vallon-Pont-d'Arc pour les deux mois les plus fréquentés de la saison touristique. Hormis juillet et août, il faut un véhicule personnel pour rejoindre l'aven.

### Transports
Orgnac-l'Aven est desservie par navettes gratuites depuis la gare routière de Vallon-Pont-d'Arc en juillet et août.